# Neoseiulus sparaktes
Neoseiulus sparaktes är en spindeldjursart som beskrevs av John Stanley Beard 200. Neoseiulus sparaktes ingår i släktet Neoseiulus och familjen Phytoseiidae. Inga underarter finns listade i Catalogue of Life.